# Bovalino
Bovalino este o comună din provincia Reggio Calabria, regiunea Calabria, Italia, cu o populație de 8.644 locuitori (1 ianuarie 2023) și o suprafață de 18,06 km².

## Demografie
Bovalino - evoluția demografică

|  | Graficele sunt indisponibile din cauza unor probleme tehnice. Mai multe informații se găsesc la Phabricator și la wiki-ul MediaWiki. |

Date: Recensăminte sau birourile de statistică - grafică realizată de Wikipedia